# Aizi
Aizi (chinesisch 隘子镇, Pinyin Àizǐ Zhèn) ist eine Großgemeinde im Süden des Kreises Shixing der bezirksfreien Stadt Shaoguan in der chinesischen Provinz Guangdong. Aizi hat eine Fläche von 323,26 km² (davon 266 km² Wald- und nur 7,45 km² Ackerfläche) und 20.124 Einwohner (Ende 2008).
Das umfriedete Hakka-Dorf Mantang (Mantang wei 满堂围) der Familie von Guan Qianrong (官乾榮) steht seit 1996 auf der Liste der Denkmäler der Volksrepublik China (4-180).

## Administrative Gliederung
Auf Dorfebene setzt sich Aizi aus einer Einwohnergemeinschaft und 13 Dörfern zusammen. Diese sind:
- Einwohnergemeinschaft Aizizhen (隘子镇社区), Sitz der Gemeinderegierung;
- Dorf Fengdu (风度村);
- Dorf Huwan (湖湾村);
- Dorf Jianguo (建国村);
- Dorf Jingxia (井下村);
- Dorf Lengdong (冷洞村);
- Dorf Lianfeng (联丰村);
- Dorf Mantang (满堂村);
- Dorf Pingfeng (坪丰村);
- Dorf Shaqiao (沙桥村);
- Dorf Shijing (石井村);
- Dorf Wuxing (五星村);
- Dorf Wuyi (五一村);
- Dorf Yaomin (瑶民村), ein Dorf der Yao-Nationalität.

Koordinaten: 24° 38′ N, 113° 59′ O